# 1993-as Formula–1 brazil nagydíj
A brazil nagydíj volt az 1993-as Formula–1 világbajnokság második futama, 1993. március 26-a és március 28-a között rendezték Interlagosban.

## Futam
Brazíliában Prost szerezte meg a pole-t Hill és Senna előtt.
Mivel Andretti lassan indult el a rajtnál, összeütközött Bergerrel és mindketten kiestek. Senna Hill megelőzésével másodiknak jött fel. Patrese csak a 4. körig volt versenyben, amikor felfüggesztése tönkrement. Míg Prost egyre nagyobb előnnyel vezetett, Sennát Hill támadta hátulról. Senna a 25. körben stop-go büntetést kapott egy sárga zászló hatály alatti lekörözés miatt. Ezután erősen esni kezdett, többen kicsúsztak a pályáról. Fittipaldi a 30. körben csúszott meg, amikor visszatért a pályára, Prost nekiütközött és mindketten kiestek. Bejött a biztonsági autó, ekkor Hill vezetett Schumacher, Senna és Alesi előtt. A pálya felszáradásával mindenki kiállt szárazpályás gumikért. Schumacher boxkiállásánál kisebb probléma akadt, így Senna mögé került vissza. Senna ezután megelőzte Hillt, majd győzött. Schumacher és Alesi stop-and-go büntetést kapott (a sárga zászló idején előztek), így az ötödik és a hatodik helyre estek vissza. Schumacher ezután megelőzte Blundellt és Johnny Herbertet, így harmadik lett.
| Helyezés | #  | Versenyző            | Csapat/Motor          | Körök | Idő/Kiesés oka     | Rajthely | Pontszám |
| -------- | -- | -------------------- | --------------------- | ----- | ------------------ | -------- | -------- |
| 1        | 8  | Ayrton Senna         | McLaren-Ford          | 71    | 1:51:15,485        | 3        | 10       |
| 2        | 0  | Damon Hill           | Williams-Renault      | 71    | +16,625            | 2        | 6        |
| 3        | 5  | Michael Schumacher   | Benetton-Ford         | 71    | +45,436            | 4        | 4        |
| 4        | 12 | Johnny Herbert       | Lotus-Ford            | 71    | +46,557            | 12       | 3        |
| 5        | 26 | Mark Blundell        | Ligier-Renault        | 71    | +52,127            | 10       | 2        |
| 6        | 11 | Alessandro Zanardi   | Lotus-Ford            | 70    | +1 kör             | 15       | 1        |
| 7        | 19 | Philippe Alliot      | Larrousse-Lamborghini | 70    | +1 kör             | 11       |          |
| 8        | 27 | Jean Alesi           | Ferrari               | 70    | +1 kör             | 9        |          |
| 9        | 9  | Derek Warwick        | Footwork-Mugen-Honda  | 69    | +2 kör             | 18       |          |
| 10       | 20 | Érik Comas           | Larrousse-Lamborghini | 69    | +2 kör             | 27       |          |
| 11       | 21 | Michele Alboreto     | Lola-Ferrari          | 68    | +3 kör             | 25       |          |
| 12       | 22 | Luca Badoer          | Lola-Ferrari          | 68    | +3 kör             | 21       |          |
| Kiesett  | 29 | Karl Wendlinger      | Sauber                | 61    | Motorhiba          | 8        |          |
| Kiesett  | 30 | Jyrki Järvilehto     | Sauber                | 52    | Elektronika        | 7        |          |
| Kiesett  | 4  | Andrea de Cesaris    | Tyrrell-Yamaha        | 48    | Üzemanyag rendszer | 23       |          |
| Kiesett  | 2  | Alain Prost          | Williams-Renault      | 29    | Baleset            | 1        |          |
| Kiesett  | 23 | Christian Fittipaldi | Minardi-Ford          | 28    | Baleset            | 20       |          |
| Kiesett  | 10 | Szuzuki Aguri        | Footwork-Mugen-Honda  | 27    | Kicsúszás          | 19       |          |
| Kiesett  | 3  | Katajama Ukjó        | Tyrrell-Yamaha        | 26    | Kicsúszás          | 22       |          |
| Kiesett  | 14 | Rubens Barrichello   | Jordan-Hart           | 13    | Váltó              | 14       |          |
| Kiesett  | 6  | Riccardo Patrese     | Benetton-Ford         | 3     | Felfüggesztés      | 6        |          |
| Kiesett  | 7  | Michael Andretti     | McLaren-Ford          | 0     | Baleset            | 5        |          |
| Kiesett  | 28 | Gerhard Berger       | Ferrari               | 0     | Baleset            | 13       |          |
| Kiesett  | 25 | Martin Brundle       | Ligier-Renault        | 0     | Baleset            | 16       |          |
| Kiesett  | 24 | Fabrizio Barbazza    | Minardi-Ford          | 0     | Baleset            | 24       |          |

## A világbajnokság élmezőnyének állása a verseny után
| H  | Versenyzők         | Pont | H  | Konstruktőrök    | Pont |
| -- | ------------------ | ---- | -- | ---------------- | ---- |
| 1. | Ayrton Senna       | 16   | 1. | Williams-Renault | 16   |
| 2. | Alain Prost        | 10   | 2. | McLaren-Ford     | 16   |
| 3. | Mark Blundell      | 6    | 3. | Ligier-Renault   | 6    |
| 4. | Damon Hill         | 6    | 4. | Benetton-Ford    | 4    |
| 5. | Michael Schumacher | 4    | 5. | Lotus-Ford       | 4    |

## Statisztikák
Vezető helyen:
- Alain Prost: 29 (1-29)
- Damon Hill: 12 (30-41)
- Ayrton Senna: 30 (42-71)

Ayrton Senna 37. győzelme, Alain Prost 22. pole-pozíciója, Michael Schumacher 3. leggyorsabb köre.
- McLaren 100. győzelme.

Ivan Capelli 98., utolsó versenye.